# كايل فارمر
كايل فارمر (بالإنجليزية: Kyle Farmer)‏ هو لاعب كرة قاعدة أمريكي، ولد في 17 أغسطس 1990 في أتلانتا في الولايات المتحدة.

## وصلات خارجية
- كايل فارمر على موقع دوري كرة القاعدة الرئيسي (الإنجليزية)
- كايل فارمر على موقعبيزبول رفرنس.كوم (الدوري الرئيسي) (الإنجليزية)
- كايل فارمر على موقعبيزبول رفرنس.كوم (الدوري الثانوي) (الإنجليزية)
- كايل فارمر على موقع إي إس بي إن.كوم (أم.أل.بي) (الإنجليزية)
- كايل فارمر على موقع مشجعي الرسوم البيانية (الإنجليزية)